# Veștița, Vidin
Veștița (în bulgară Вещица) este un sat în comuna Belogradcik, regiunea Vidin,  Bulgaria. 

## Demografie
Componența etnică a satului Veștița
     Bulgari (80,85%)
     Romi (17,02%)
     Nicio identificare (2,12%)
     Altele (0%)
La recensământul din 2011, populația satului Veștița era de 47 locuitori. Din punct de vedere etnic, majoritatea locuitorilor (80,85%) erau bulgari, cu o minoritate de romi (17,02%). Pentru 2,12% din locuitori nu este cunoscută apartenența etnică.